# Pedicularis gyrorhyncha
Pedicularis gyrorhyncha är en snyltrotsväxtart. Pedicularis gyrorhyncha ingår i släktet spiror, och familjen snyltrotsväxter.

## Underarter
Arten delas in i följande underarter:
- P. g. glabrisepala
- P. g. gyrorhyncha